# Patterson (Ohio)
Patterson és una població dels Estats Units a l'estat d'Ohio. Segons el cens del 2000 tenia 138 habitants.

## Demografia
Segons el cens del 2000, Patterson tenia 138 habitants, 54 habitatges, i 40 famílies. La densitat de població era de 484,4 habitants/km².
Dels 54 habitatges en un 27,8% hi vivien nens de menys de 18 anys, en un 61,1% hi vivien parelles casades, en un 9,3% dones solteres, i en un 25,9% no eren unitats familiars. En el 24,1% dels habitatges hi vivien persones soles el 9,3% de les quals corresponia a persones de 65 anys o més que vivien soles. El nombre mitjà de persones vivint en cada habitatge era de 2,56 i el nombre mitjà de persones que vivien en cada família era de 3,05.
Per edats la població es repartia de la següent manera: un 23,9% tenia menys de 18 anys, un 8,7% entre 18 i 24, un 23,9% entre 25 i 44, un 31,2% de 45 a 60 i un 12,3% 65 anys o més.
L'edat mediana era de 42 anys. Per cada 100 dones de 18 o més anys hi havia 81 homes.
La renda mediana per habitatge era de 40.000 $ i la renda mediana per família de 47.500 $. Els homes tenien una renda mediana de 27.321 $ mentre que les dones 24.107 $. La renda per capita de la població era de 23.990 $. Cap de les famílies i l'1,4% de la població estaven per davall del llindar de pobresa.

## Poblacions més properes
El següent diagrama mostra les poblacions més properes.